# 銀塩写真

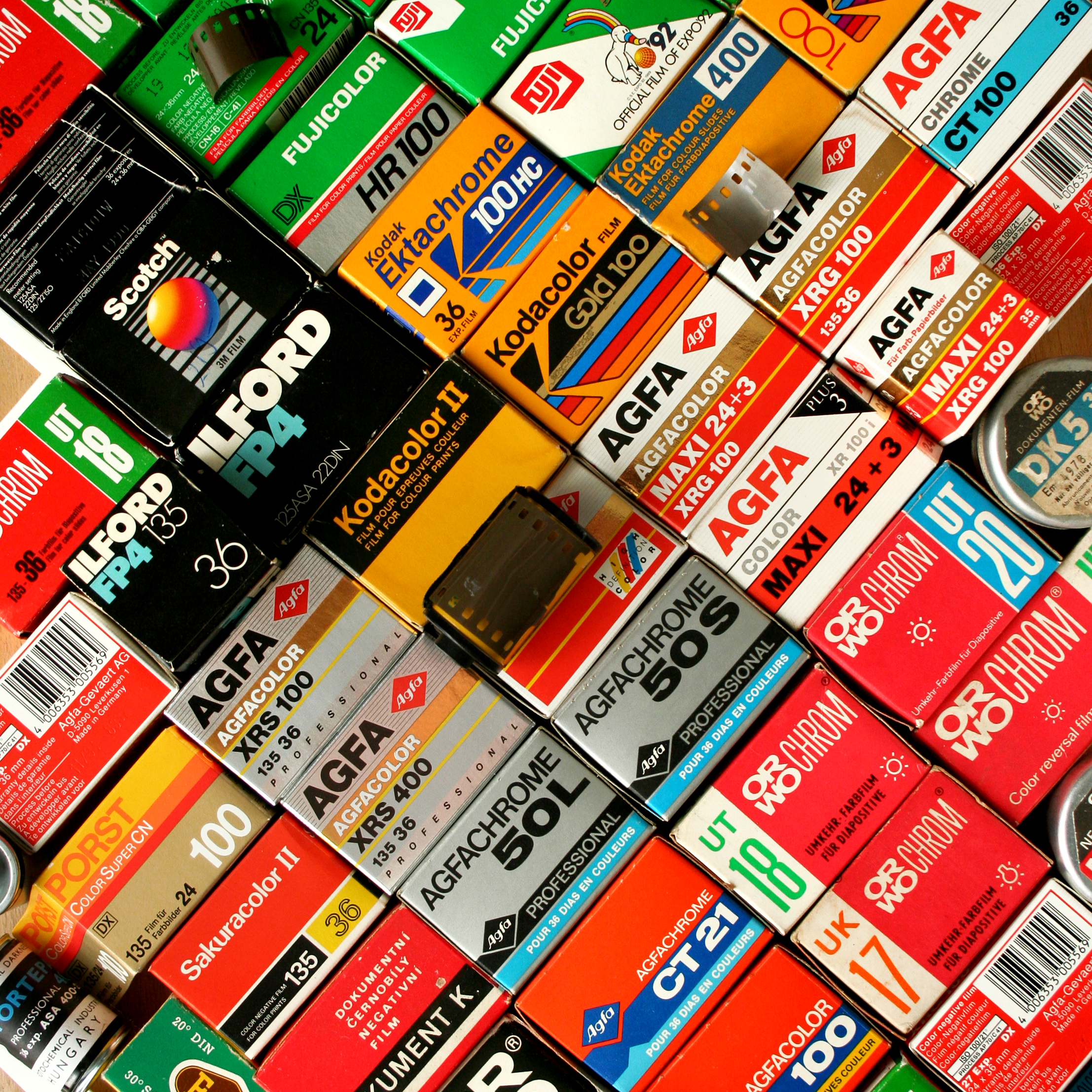
1980年代 - 1990年代の「銀塩フィルム」のパッケージ群。

銀塩写真（ぎんえんしゃしん）は、乾板や写真フィルム、さらには印画紙に、銀塩（ハロゲン化銀）を感光材料として使用する写真術による写真である。銀塩写真のうち、写真フィルムを使うものをフィルム写真という。銀塩写真用のカメラを銀塩カメラ、またそのうちで写真フィルムを使うものをフィルムカメラと称する。銀塩写真においては、フィルム等の感光媒体の表面にある、ハロゲン化銀を含んだ感光乳剤に光を当て、潜像として記録する。そののちゼラチンシルバープロセスなどの処理方法に沿って現像し、さらに引き伸ばしによって写真（プリント）を得る。これらは伝統的には全て光学的および化学的な過程のみでおこなわれていた。近年では撮像素子によるスキャンやプリンタによる印刷などといった機材が途中に入ることもある。

## 写真フィルム

【図1】単純化したフィルムの構造。

乾板がすたれた後は、もっぱら写真フィルムが使われている。その構造は、カラーの135フィルムを例にとると図1のようである。
1. フィルムベース（英語版） - 写真用フィルムの基底・支持体[3][4]。ポリエステルやトリアセテートセルロース（英語版）でできている[3][4]。
2. 下塗層 - ハレーション防止層[4]。乳剤層を通過した光がフィルムベースで反射するのを防ぐ[4]。
3. 赤感性層 - 乳剤層（感光層）、ゼラチンに塩化銀（臭化銀、沃化銀などの銀塩）を水と混和させたもの[5][6]。
4. 緑感性層 - 乳剤層（感光層）、ゼラチンに塩化銀（臭化銀、沃化銀などの銀塩）を水と混和させたもの[5][6]。
5. 黄色フィルター - 余分な青色光の透過を防ぐ。
6. 青感性層 - 乳剤層（感光層）、ゼラチンに塩化銀（臭化銀、沃化銀などの銀塩）を水と混和させたもの[5][6]。
7. 紫外線吸収フィルター（英語版） - 可視光線の外側にある紫外線を吸収し、青色のカブリや赤色に濁るのを防ぐ[7]。
8. 保護層 - フィルム表面のもっとも外側の層で乳剤が傷つくのを防ぐ。
9. 可視光線

## 感光材料の種類・分類
カメラに装着して使われる感光材料の代表的なものは写真フィルムと乾板である。またプリントに使用されるのは印画紙である。原理上、通常の現像プロセスでは、陰陽が逆転したネガ画像が得られる。ポジ画像は、プロセスを2回重ねることで「ネガのネガ」として得るか、「リバーサル現像」によって得る。特にカラーフィルムではリバーサル用に設計されたフィルム（リバーサルフィルム）がある。

## 撮影機材
由来としては、暗箱の意である「カメラ・オブスキュラ」を略したものだが、今ではもっぱら写真を撮影する機材を指してカメラと呼んでいる。

## 現像
通常、露光によって得られる潜像は、そのままでは可視ではなく、光化学反応が続けて起きてしまうのでそもそも見るために光を当てることもできない。潜像から可視な像を得てそれを固定するプロセスを現像という。

## 非銀塩写真
元素の銀が原材料として高価であるといった理由から、銀塩以外（ハロゲン化銀以外）を利用する写真術が研究されている。一般写真用としては広く一般に普及はしていないが、原理的にはその一種である青写真は複写用としてかつては多用されていたし、「電子写真」という語もかつてはもっぱら普通紙コピー（Plain Paper Copier）、いわゆるゼログラフィ方式を指していた。

## その他

### 修復
化学反応を利用して劣化した銀塩写真を修復する方法があり、日本の村林孝夫が特許を持っていた（なお、登録3446174号については（他には不明）1999年7月登録のため、2019年7月が期限であったが、特許（登録）料未納により2009年07月に本権利は消滅されている）。